# Exorista hainanensis
Exorista hainanensis är en tvåvingeart som beskrevs av Chao och Liang 1992. Exorista hainanensis ingår i släktet Exorista och familjen parasitflugor.
Artens utbredningsområde är Hainan (Kina). Inga underarter finns listade i Catalogue of Life.